# 二星天
二星天（にぼしてん）は、日本のイラストレーターである。京都府在住。
漫画家としてのデビューは2010年だが、イラストレーターとしては2007年より活動している。

## 主な作品

### 漫画
- 白紙魚取扱店 美鬚堂（クロフネZERO）全1巻[2]
- 京都ゆうても端のほう （プリンセスGOLD）既刊5巻

### 挿絵
- 「風の陰陽師」シリーズ（三田村信行／ポプラ社）
- 「つがいの歯車」シリーズ（時生彩／レガロシリーズ）
- 「鬼ヶ辻にあやかしあり」シリーズ（廣嶋玲子／ポプラポケット文庫）
- 桜花鬼譚（天堂里砂／C★NOVELSファンタジア）
- 火トカゲのしっぽ（東方博／幻狼ファンタジアノベルス）
- 「キャプテン・クッキング」シリーズ（三日月シズル／集英社みらい文庫）
- 百人一首 百の恋は一つの宇宙…永遠にきらめいて（名木田恵子／ストーリーで楽しむ日本の古典）
- いちろ少年忌譚（ねこふろしき・黒史郎／朝日新聞出版）
- 「幽遊菓庵 ~春寿堂の怪奇帳~」シリーズ（真鍋卓／富士見L文庫）
- 「夢の守り手」シリーズ（廣嶋玲子／ポプラポケット文庫）
- 太平記 奇襲!計略!足利、新田、楠木、三つどもえの日本版三国志!（石崎洋司／ストーリーで楽しむ日本の古典）